# 武道学科
武道学科（ぶどうがっか、英称： Department of Martial Arts / Department of Judo and Kendo）は、武道に関する分野を教育研究する、大学または専修学校等の学科のひとつ。

## 武道学科を置く大学・学部
- 国際武道大学 体育学部（1984年度～）
- 国士舘大学 体育学部（2000年度～）
- 日本体育大学 体育学部（1965年度～、2017年度より募集停止）
- 東海大学 体育学部（1968年度～）

## 武道学科と類似する学科名称
- 仙台大学 体育学部 現代武道学科（2011年度～）
- 日本体育大学 スポーツ文化学部 武道教育学科（2017年度～）
- 鹿屋体育大学 体育学部 武道課程　（1981年度～）

## 武道学を専攻できる大学・学科・専攻
- 筑波大学 体育専門学群 体育・スポーツ学分野(武道学)（1967年度～）（前身の東京教育大学体育学部武道学科から）